# Судзуоки, Хиротака
Хиротака Судзуоки (яп. 鈴置洋孝 Судзуоки Хиротака, 6 марта, 1950 — 6 августа, 2006, Нагоя) — японский сэйю.

## Позиции в Гран-при журнала Animage
- 1979 год — 16-е место в Гран-при журнала Animage, в номинации на лучшую мужскую роль[1];
- 1980 год — 13-е место в Гран-при журнала Animage, в номинации на лучшую мужскую роль[2];
- 1981 год — 20-е место в Гран-при журнала Animage, в номинации на лучшую мужскую роль[3];
- 1982 год — 12-е место в Гран-при журнала Animage, в номинации на лучшую мужскую роль[4];
- 1983 год — 16-е место в Гран-при журнала Animage, в номинации на лучшую мужскую роль[5];
- 1984 год — 17-е место в Гран-при журнала Animage, в номинации на лучшую мужскую роль[6];
- 1986 год — 15-е место в Гран-при журнала Animage, в номинации на лучшую мужскую роль[7];
- 1987 год — 14-е место в Гран-при журнала Animage, в номинации на лучшую мужскую роль[8];
- 1988 год — 7-е место в Гран-при журнала Animage, в номинации на лучшую мужскую роль[9];
- 1989 год — 9-е место в Гран-при журнала Animage, в номинации на лучшую мужскую роль[10];
- 1990 год — 17-е место в Гран-при журнала Animage, в номинации на лучшую мужскую роль[11]

## Роли в аниме
- 1979 год — Мобильный воин ГАНДАМ (Брайт Ноа);
- 1980 год — Muu no Hakugei (Син);
- 1980 год — Космический воин Балдиос (ТВ) (Карин Фрик);
- 1981 год — ГоСёгун (ТВ) (Синго Ходзё);
- 1981 год — Rokushin Gattai God Mars TV (Наото Идзюин);
- 1981 год — Несносные пришельцы (ТВ) (Инаба-кун);
- 1982 год — Гиперпространственная крепость Макросс (Линн Кайфун (Линн Кайл));
- 1982 год — Tokimeki Tonight (Аарон Люк Воленса);
- 1983 год — Aku Dai-Sakusen Srungle (Суперстар);
- 1983 год — Time Bokan Series: Itadakiman (Аллен / Сэм);
- 1983 год — Lady Georgie (Кэнни);
- 1983 год — Choujikuu Seiki Orguss (Ольсон Верн);
- 1983 год — Psychoarmor Gobarian (Домсон);
- 1983 год — Моспида - оружие выживания (Йеллоу Бельмонт (мужчина));
- 1983 год — Tokusou Kihei Dorvack (Стенли Хилтон);
- 1984 год — Гиперпространственная Кавалерия Южного Креста (Десс);
- 1984 год — Макросс: Помнишь ли нашу любовь? (Линн Кайфун (Линн Кайл));
- 1984 год — Sei Juushi Bismarck (Периос);
- 1985 год — Мобильный воин Зета ГАНДАМ (ТВ) (Брайт Ноа);
- 1985 год — ГоСёгун: Странница во времени (Синго Ходзё);
- 1985 год — Фандора (Пи-Кей);
- 1985 год — Несносные пришельцы OVA (Инаба-кун);
- 1986 год — Драгонболл (ТВ) (Тэнсинхан);
- 1986 год — Мобильный воин ГАНДАМ Зета Два (Брайт Ноа);
- 1986 год — Neo Heroic Fantasia Arion (Аполлон);
- 1986 год — Kenritsu Chikyuu Boueigun (Ками Санчин);
- 1986 год — Transformers: Scramble City Hatsudouhen (Старскрим);
- 1986 год — Город любви (Кей);
- 1986 год — Рыцари Зодиака (ТВ) (Дракон Сирю);
- 1986 год — Их было одиннадцать (Амазон);
- 1986 год — Городская Площадь: Погоня за янтарем (Симохара);
- 1987 год — Hell Target (Гарри Говард);
- 1987 год — Уроцукидодзи: Легенда о Сверхдемоне OVA (Тацуо Нагумо);
- 1987 год — Саламандра (Принц Бритиш);
- 1987 год — Кулак Северной Звезды (ТВ-2) (Сати);
- 1987 год — Королевские космические силы - Крылья Хоннеамиз (Доморхот);
- 1987 год — Hiatari Ryoukou! TV (Масато Сэки);
- 1987 год — Мами-экстрасенс (ТВ) (Савада);
- 1988 год — Легенда о героях Галактики: Мне покорится море звезд (фильм первый) (Иван Конев);
- 1988 год — Несносные пришельцы: Последняя глава (фильм #5) (Инаба);
- 1988 год — Sakigake!! Otoko Juku (Омито Датэ);
- 1988 год — F (Кадзуто Хидзири);
- 1988 год — Мобильный воин ГАНДАМ: Ответный удар Чара (Брайт Ноа);
- 1988 год — Kidou Senshi SD Gundam (Брайт Ноа);
- 1988 год — Драгонболл: Фильм третий (Тэнсинхан);
- 1988 год — Легенда о героях Галактики OVA-1 (Иван Конев / Руперт Кессельринг);
- 1988 год — Uchuu no Senshi (Грег);
- 1988 год — Дьявольский Проект Зеораймер (Тайха);
- 1989 год — Tenkuu Senki Shurato (Индра);
- 1989 год — Ранма 1/2 (ТВ) (Татэваки Куно);
- 1989 год — Драгонболл Зет (ТВ) (Тэнсинхан);
- 1989 год — Клеопатра Ди-Си (Синтакума);
- 1989 год — Kidou Senshi SD Gundam Mk-II (Брайт Ноа);
- 1989 год — Ариэль OVA-1 (Рагнас);
- 1989 год — Землянин (Мияги (эп. 2));
- 1989 год — Гайвер OVA (Масаки Мураками);
- 1989 год — Полиция Будущего (ТВ) (Уцуми / Ричард Вон);
- 1990 год — Idol Tenshi Youkoso Yoko (Ямасита);
- 1990 год — Драгонболл Зет: Фильм третий (Тэнсинхан);
- 1990 год — Хаккэндэн: Легенда о Псах-Воинах (Самодзиро Абоси);
- 1991 год — Sangokushi (Чэнь Гун);
- 1991 год — Kyuukyoku Choujin R (Хитоси Ивасимидзу);
- 1991 год — Ранма 1/2 (фильм первый) (Татэваки Куно);
- 1992 год — Космический рыцарь Теккамен Блейд (ТВ) (Фриман);
- 1992 год — Ай - девушка с кассеты (Создатель Ай);
- 1992 год — Super Bikkuriman (Асутаранэму);
- 1992 год — Ранма 1/2 (фильм второй) (Татэваки Куно);
- 1992 год — Papuwa (Гарем);
- 1993 год — Драгонболл Зет: Фильм девятый (Тэнсинхан);
- 1993 год — Battle Fighters Garou Densetsu 2 (Вольфганг Краузер);
- 1994 год — Slam Dunk (фильм первый) (Тацумаса Ода);
- 1994 год — Ранма 1/2 (фильм третий) (Татэваки Куно);
- 1995 год — Люпен III: Погоня за сокровищами Харимао (спецвыпуск 07) (Расселл);
- 1995 год — Ранма 1/2 СУПЕР OVA-3 (Татэваки Куно);
- 1996 год — Rurouni Kenshin (ТВ) (Сайто Хадзимэ);
- 1996 год — Драгонболл БП (ТВ) (У Син Лун / Тэнсинхан);
- 1997 год — Покемон (ТВ) (Сакаки (Джованни));
- 1997 год — Вирус (Рейвен);
- 1997 год — Rurouni Kenshin: Ishin Shishi e no Requiem (Сайто Хадзимэ);
- 1998 год — Bomberman B-Daman Bakugaiden (Сигокибон);
- 1998 год — Кибер-команда Акихабары (ТВ) (Христиан Розенкрейцер);
- 1998 год — Детектив Конан (фильм 02) (Минору Нисина);
- 1998 год — Покемон (фильм 01) (Сакаки (Джованни));
- 1998 год — Едок 98 (Хард);
- 1998 год — Последняя субмарина (Юрий Маяковский);
- 1998 год — Only You: Viva! Cabaret Club (Такэси);
- 1999 год — Звёздный Герб (ТВ) (Дубус Абриэль / Клюв);
- 1999 год — Rurouni Kenshin: Tsuioku Hen (Сайто Хадзимэ);
- 1999 год — Стальной ангел Куруми (ТВ-1) (Доктор Аянокодзи);
- 2000 год — Амон: Апокалипсис Человека-дьявола (Дзюбой);
- 2000 год — Jojo no Kimyou na Bouken (2000) (Нориаки Какёин);
- 2000 год — Звёздный Герб OVA (Дубус Абриэль);
- 2000 год — Pocket Monsters: Mewtwo! Ware wa Koko ni Ari (Сакаки);
- 2001 год — Стальной ангел Куруми (ТВ-2) (Доктор Аянокодзи);
- 2001 год — Актриса тысячелетия (Отаки);
- 2002 год — Детское подразделение (ТВ) (Декстера);
- 2003 год — Детектив Конан (фильм 07) (Тайга Сайдзё);
- 2004 год — Рыцари Зодиака (фильм пятый) (Дракон Сирю);
- 2004 год — Наруто (фильм первый) (Надарэ Рога);
- 2005 год — Мобильный воин Зета ГАНДАМ - Новый перевод (фильм первый) (Брайт)